# Mesogen
Mesogen (o cristal líquido) es un compuesto que exhibe propiedades de cristal líquido y "mesogénico" es el término dado a una sustancia que induce el estado cristalino líquido (también sabido como la fase de cristal líquido).

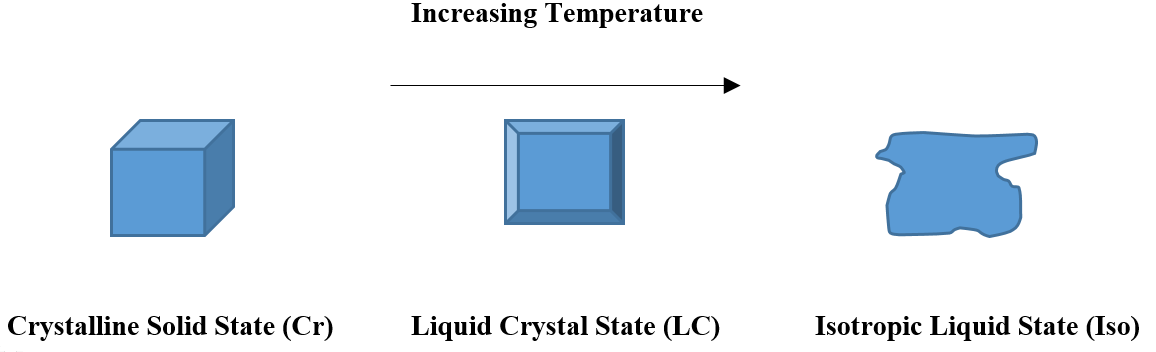
Mesofase.

Los Mesógenos pueden ser descritos como sólidos desordenados u ordenó líquidos porque  surgen de un estado único de importar aquello exhibe ambos sólido- y líquido-como las propiedades llamaron el estado cristalino líquido. Este estado cristalino líquido (LC) se llamada la mesofase y ocurre entre el estado sólido cristalino (Cr) y el estado líquido isótropo (Iso) en distintas gamas de temperatura.
Las propiedades de los cristal líquidas surgen porque los compuestos mesogénicos están formados de partes rígidas y flexibles, los cuales ayudan a caracterizar el orden y la movilidad de su estructura. Los componentes rígidos alinean los radicales mesógenos en una dirección y tener formas distintivas que se encuentran típicamente en forma de varillas o discos. Los segmentos flexibles proporcionan movilidad a los mesógenos porque son normalmente hechos de  cadenas de alquilo, los cuales obstaculizan la cristalización en un cierto grado. La combinación de cadenas rígidas y flexibles induce fluidez y alineación estructural entre las fracciones de cristal líquido.
Al hacerlo, varios grados de orden y movilidad dentro de los mesógenos dan como resultado diferentes tipos de fases de cristal líquido, Figura 1. La fase nemática (N) es el estado líquido cristalino o mesofásico menos ordenado y más fluido basado en el núcleo rígido de fracciones mesogénicas. La fase nemática conduce al orden de orientación de largo alcance y el orden posicional de corto alcance. Las fases esméctica (Sm) y columnar (CoI)  son más ordenadas y menos fluidas que su fases nemáticas y demostrar un orden de orientación de largo alcance de núcleos rígidos, en forma de varillas y discos, respectivamente.
Figura 1 – Organización de núcleos rígidos estilo varilla y estilo disco en fases de cristal líquido de mesógenos, donde Iso es el estado líquido isótropo; N es el nemático; SmA es la fase esméctica A; SmC es la fase esméctica C; y CoI es la fase columnar.
Los mesógenos termotrópicos son cristales líquidos inducidos por la temperatura y existen dos tipos clásicos, que incluyen mesógenos discóticos y mesógenos calamiticos.

Los mesógenos termotrópicos son cristales líquidos que son inducido por temperatura y clásicamente hay dos tipos, los cuales incluyen discotic mesógenos discóticos y mesógenos calamíticos.

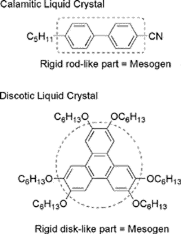
Otros mesógenos Calamíticos y Discóticos.

Mesógenos discóticos contienen un núcleo rígido en forma de disco y tienden a organizarse en columnas, formando fases de cristal líquido columnar (CoI) de orden posicional de largo alcance, Figura 2.
Figura 2 Rejillas bidimensionales de mesógenos con mesofases columnares, donde CoIhex, CoIsqu, CoIrec y CoIob son tipos de rejillas hexagonales, cuadradas, rectangulares y oblicuas, respectivamente 
Un ejemplo de un núcleo rígido tipo mesógeno discótico es un disco de moléculas de trifenileno, donde hay una fase de cristal líquido hexagonal en forma de columna, existe en el rango de temperatura de 66 °C (fase sólida cristalina) y 122 °C (fase líquida isotrópica), Figura 3.
Figura 3 Ejemplo de un núcleo rígido en forma de disco de trifenileno (Temperatura en°C)
Los mesógenos calamíticos contienen un núcleo rígido en forma de varilla y tienden a organizarse en capas distintivas, formando fases de cristal líquido (Sm) laminares o esmécticas de orden posicional de largo alcance. Las fases esmécticas de orden bajo, Figura 4, incluyen las fases esméctica A (SmA) y esméctica C (SmC), mientras que las fases esmécticas de orden más altas incluyen las fases esmécticas B, I, F, G y H (SmB / I / F / G / H).
Figura 4 Organización lamelar (capa) de mesógenos calamiticos de orden bajo, incluida la fase A esméctica y la fase C esméctica (inclinada)
Un ejemplo de un núcleo rígido de tipo mesógeno calamitico es una molécula con forma de varilla de cianuro de bencilo, donde existe la fase de cristal líquido esméctica A, existe entre los 60 °C (fase sólida cristalina) y los 62 °C (fase líquida isotrópica), Figura 5.
Figura 5 - Ejemplo de núcleo rígido con forma de varilla de cianuro de bencilo (Temperatura en °C)
Los mesógenos varilla doblada son mesógenos calamitados especiales que contienen un núcleo rígido en forma de varilla no curva o doblada y se organizan en fases con forma de una banana. Las unidades rígidas de estas fases se empaquetan de forma tal que la densidad más alta y el orden polar se logran, típicamente con el vértice de la varilla doblada apuntando en una dirección. Cuando una capa de barras curvadas apunta en la misma dirección polar que sus capas adyacentes, la organización lamelar se conoce como fase PF (SmPF) esméctica, donde el subíndice F indica el cambio ferroeléctrico, Figura 6. PA esméctico (SmPA) es el término dada a una capa de barras curvadas que apunta en dirección polar opuesta a sus capas vecinas, donde A representa la conmutación antiferroeléctrica, Figura 6.
Figura 6 - Organización lamelar (estratificada) de mesógenos calamiticos de barra doblada, incluidas las fases esmécticas PF y PA.
Otras variaciones de las fases de cristal líquido de barra doblada incluyen: fases antifroeléctricas / ferroeléctricas esmécticas ferroeléctricas (SmCPA / SmCPF) y fases antifroeléctricas / ferroeléctricas esmécticas A (SmAPA / SmAPF), que tienen inclinaciones distintivas y modelos ortogonales de organización lamelar.
La figura a continuación ilustra un ejemplo de un núcleo rígido en forma de barra no lineal que da lugar a un mesógeno de barra curvada (calamítico), donde existe la fase de cristal líquido esméctica antiferroeléctrica C (Sm CPA) que existe entre los 145 °C (fase sólida cristalina) y los 162 °C (fase líquida isotrópica), Figura 7.
Figura 7 - Ejemplo de núcleo rígido en forma de varilla no lineal, mesógeno varilla doblada, donde Cr 145 Sm CPA * 162 Iso (Temperatura en °C)